# Купер (рэпер)
Ку́пер (настоящее имя — Рома́н Серге́евич Алексе́ев; 4 сентября 1976, Ленинград — 23 мая 2020, Санкт-Петербург) — российский рэп-исполнитель, участник групп Da-108 и Bad Balance, а также участник хип-хоп-объединений Da-108 Flava и «Bad B. Альянс».
В 1986 году Роман Алексеев начал увлекаться брейк-дансом, благодаря чему влился в ряды пионеров советского брейка. В 1991 году объединился с друзьями в дэнс-группу New Cool Boys, которую через год бросил и вступил в рэп-группу Suck My Dick. В феврале 1994 года Купер познакомился с Пашей «DJ 108» Пачкаем, с которым был записан передовой для своего времени альбом «Дорога на восток» в составе дуэта Da-108, названный порталом Rap.ru одним из главных альбомов русского рэпа. В конце 1994 года группа Da-108 заняла второе место на ежегодном международном фестивале рэп-музыки Rap Music, где через два года там же заняла первое место.
В 2000 году Купер вошёл в состав группы Bad Balance, с которой он выпустил пять альбомов, три из которых являются концептуальными: «Легенды гангстеров» (2007), «Семеро одного не ждут» (2009), «Северная мистика» (2014). В 2006 году Купер выпустил дебютный и единственный сольный альбом «Йя».
Поклонники и коллеги часто называли его «самым техничным рэпером» и «голосом питерского андеграунда». В конце 90-х Купер с альбомом «Дорога на восток» совершил настоящую революцию в русском рэпе, изобретя так называемую «оригинальную питерскую школу читки», которая вскоре перекочевала и в другие регионы России. Широкую известность принесла ему песня «Питер — я твой!» и снятый на неё видеоклип в 2001 году.

## Биография
Роман Алексеев родился в Ленинграде 4 сентября 1976 года. Его родителей звали Сергей и Людмила. Отец прививал сыну любовь к музыке, и к десяти годам тот вырос в меломана, пропитанного духом классического зарубежного рока: Led Zeppelin, Queen, Nazareth и Uriah Heep. Поэтому Роман Алексеев мечтал стать барабанщиком, а также четыре года занимался ушу. В 1985 году он впервые увидел, как танцуют брейк-данс. Уже год спустя Алексеев влился в ряды пионеров советского брейка. В 1991 году он объединился с друзьями в дэнс-группу New Cool Boys (Купер, Джези, Джеф). В 1992 году Алексеев бросил танцы и начал заниматься рэпом, так была образована рэп-группа S.M.D. (Suck My Dick), исполняющая песни на английском языке. Состав «прожил» до февраля 1994 года.
В феврале 1994 года на баскетбольной площадке Купер познакомился с Пашей «DJ 108-ым» Пачкаем, у которого в тот момент был проект Da-108. 108-й предложил Куперу записать песню на русском на стихи Есенина, таким образом Купер записал свой куплет для песни «Московский гуляка» под музыку из песни «Поговорим о сексе» группы «Мальчишник»:
Купер тогда был очень приставучим и однажды сказал мне, что тоже хочет читать. Мне же казалось, у него не было для этого абсолютно никаких данных. Я, чтобы отвязаться, дал Куперу прочитать стих Есенина. Прочитать простой, на первый взгляд, стих на самом деле очень сложно, и тут исполнителю надо проявить находчивость, найти верную интонацию. Как же я удивился, когда на следующий день Купер принёс мне набросок под «минус» «Мальчишника». Послушав, я просто обалдел: он прочитал офигенно круто, смог найти свою изюминку в Есенине! Я обожаю Есенина с самого детства, и у меня была идея сделать какую-нибудь темку с его стихами. И вот при помощи Купера она реализовалась. Я собрал несколько стихов, скомпоновал их, сделал припев, написал музыку — так родилась наша первая с Купером песня «Московский гуляка».
8 марта 1994 года в павильоне «Аттракцион» происходит первое выступление нового состава Da-108: DJ 108-й и Купер. Эту дату и принято считать официальной датой рождения группы, хотя она и отличается от фактической на два года. Группа гастролирует по Питеру и Москве, участвуя в различных фестивалях и акциях, исполняя два основных трека — «Гуляка» и «Дурацкие вопросы». Автором всех текстов и музыки группы был DJ 108-й, кроме песни «Я хочу сказать», текст к которой Купер написал сам. Тексты Da-108 создавались под влиянием творчества питерского поэта-абсурдиста Даниила Хармса. Такую манеру стихосложения участники группы назвали «wack-style» («чушь стиль»), при этом манеру исполнения песен 108-й перенял у House of Pain, а Купер — у Naughty By Nature и Das EFX. Стиль своей музыки обозначили как «фольк-хоп», намекая на русский стиль продакшна с использованием фраз из советских фильмов.
В 1994 году по приглашению рэп-группы «Академия-2» группа выступила с песней «Гуляка» в Москве на концерте «Stop The Violence», организованном Владом Валовым. После выступления Валов пригласил их выступить на другом своём концерте — Rap Music, трёхдневный фестиваль, где группа заняла второе место, а первое место досталось группе I.F.K. В 1994 году группа Da-108 дала первое интервью для питерского «Пятого канала». В 1995 году 108-й покупает компьютер, с помощью которого были перезаписаны все первые песни, включая «Гуляку», «Автобус» и «Дорога на восток». В 1996 году группа Da-108 заняла первое место на фестивале Rap Music.
В 1994 году возле станции метро «Горьковская» Купер начал торговать аудиокассетами с рэпом, DJ Кефир сделал ему рекламу на радио, и со всех концов Питера к нему стянулись местные рэперы. Таким образом в 1995 году было создано Питерское хип-хоп-объединение молодых команд Da-108 Flava (она же «Горьковская туса»), выступающих вместе на «сто восьмых» мероприятиях: «Адреналин», «ЧП», D-Stroy. Затем к ним примкнули «Поселение», «Невский Бит», «Зелёный Синдром», Ikambi Gwa Gwa, рэпер A-Tone и другие. В 2001 году был выпущен первый сборник Da-108 Flava под названием «Мама Папа», в котором принял участие Купер.
21 мая 1999 года на аудиокассетах выходит дебютный и единственный альбом группы Da-108 с участием Купера, «Дорога на восток», который представляет собой сборник песен, записанных в период с 1992 по 1998 годы. Альбом был выпущен на компакт-дисках 15 октября 1999 года на лейбле Zvezda Records. В 2007 году альбом был назван порталом Rap.ru одним из главных альбомов русского рэпа 1999 года. В 2000 году Купер вошёл в состав рэп-группы Bad Balance, и одновременно стал участником хип-хоп объединения «Bad B. Альянс». Купер обретает первую популярность, исполнив песню «Питер — я твой!» совместно с ШЕFFом. В 2000 году Купер участвует в записи пятого альбома группы Bad Balance — «Каменный лес».
В 2002 году Купер был продюсером рэп-команды X-Team, которая получила Гран-при на фестивале «Rap Music 2002». 1 июля 2006 года Купер выпустил сольную пластинку «Йя», на которой он предлагает слушателю отправиться в путешествие из Питера в Японию, Китай, Индию, Тибет и Гонг-Конг, где раскрывает тайные знания востока. Флай из журнала «RAPпресс» в своей рецензии на альбом написал, что «восточная стилистика — главный декоративный элемент альбома», поскольку «приписать Куперу глубокое погружение в восточную философию можно с трудом. Скорее это достаточно утилитарное использование атрибутов китайской и японской культур». В сентябре 2012 года Купер дал интервью для документального сериала «Хип-хоп в России: от 1-го Лица». В 2014 году группа Bad Balance выпустила новый альбом «Северная мистика» под именем «Bad B. Про…» (Купер & ШЕFF). Изначально это должен был быть второй сольный альбом Купера. В группе Bad Balance Купер выступал до 2016 года, после чего покинул коллектив.

## Личная жизнь
В период занятиями ушу Роман Алексеев увлёкся изучением восточных религий и проникся философией буддизма. В 2003 году у Алексеева родился сын Филипп, который сейчас[когда?] живёт в Москве.

## Смерть
23 мая 2020 года Алексеев задохнулся угарным газом в результате пожара в своей квартире на восьмом этаже дома в Выборгском районе Санкт-Петербурга. Вместе с 43-летним рэпером погибла его 62-летняя мать Людмила. 26 мая был опубликован репортаж из сгоревшей квартиры. По словам соседей, ранее пожары уже случались в их квартире, но соседи успевали прийти на помощь. В последнее время Алексеев почти не выходил из квартиры, вёл образ жизни «опустившегося человека» и злоупотреблял алкоголем вместе со своей матерью. Церемония прощания с Алексеевым и его матерью прошла на кладбище «Красная горка» 28 мая 2020 года.

## Дискография

### Студийные альбомы
- 2006 — Йя

### Совместные альбомы
- 1999 — Дорога на восток (в составе группы Da-108)
- 2001 — Каменный лес (в составе группы Bad Balance)
- 2001 — Новый мир (в составе группы «Bad B. Альянс»)
- 2003 — Мало-по-малу (в составе группы Bad Balance)
- 2007 — Легенды гангстеров (в составе группы Bad Balance)
- 2009 — Семеро одного не ждут (в составе группы Bad Balance)
- 2012 — World Wide (в составе группы Bad Balance)
- 2014 — Северная мистика (в составе группы «Bad B. Про…»: Купер & ШЕFF)

### Посмертные релизы
- 2020 — сборник «Купер — The Best» (1 июня 2020 года)[38]
- 2020 — видеоклип «Высоко на небесах» (Bad Balance feat. DJ 108, Lojaz) (1 июля 2020 года)[39]
- 2020 — сингл «Высоко на небесах» (Bad Balance feat. DJ 108, Lojaz) (1 июля 2020 года)[40]